# Pomatorhinus ferruginosus
Pomatorhinus ferruginosus е вид птица от семейство Timaliidae.

## Разпространение
Видът е разпространен в Бутан, Виетнам, Индия, Китай, Лаос, Мианмар, Непал и Тайланд.